# Jean Barrué
Jean Barrué né le 16 août 1902 à Bordeaux et mort le 26 août 1989 à Bordeaux, fut un militant communiste français puis syndicaliste révolutionnaire et anarchiste.

## Biographie
Il prend part, en 1920, à la création du Parti communiste français dont il sera un militant actif avant de rompre définitivement.
En 1925, il se tourne vers le syndicalisme révolutionnaire et milite au sein de la Fédération de l'Enseignement de la Confédération générale du travail unitaire. En 1936 (après la réunification) il sera nommé secrétaire de la section girondine de la Confédération générale du travail. Il collabore au journal Le Cri du Peuple puis reprend en 1934 L'Action syndicaliste qui défend les thèses syndicalistes révolutionnaires.
Après la guerre, il reprend son activité syndicale à la CNT Française puis adhère à la Fédération anarchiste dont il devient un membre important du Groupe Sébastien Faure de Bordeaux.

En 1980 la majorité des militants de ce groupe décident de quitter la FA à la suite de nombreux désaccords (sur l'engagement syndical, un certain sectarisme parisien...). Ils créent autour de Jean Barrué et Gilles Durou le Groupe Anarchiste de Bordeaux (GAB) très actif dans cette période (Libraire « l'en dehors », Radio, débats, collectifs...). Jean Barrué détonant par son calme dans ce milieu de « grandes gueules » y fut un modèle, pour les jeunes militants,  par la clarté de son engagement. Il  fut membre du GAB jusqu'à la disparition en 1985 de ce groupe à la suite de désaccords internes, ses autres membres militant par la suite à la FA et l'OCL. Pour Jean déjà  malade et se déplaçant peu, le GAB fut son dernier groupe.

Grand spécialiste de l'Allemagne, il utilisa ses connaissances au sein du secrétariat  des relations internationales de la FA et dans de nombreux articles.  Il collabora au Monde libertaire, à la revue La Rue, à la revue allemande Befreiung, à "Dégel" du GAB, au mensuel "Le Libertaire" de l'Union des Anarchistes (dont il ne fut néanmoins jamais adhérent).
Son influence sur les jeunes militants se retrouve aujourd'hui dans le nom "Cercle Jean Barrué" donné à un groupe de la FA à l'initiative d'un ancien du groupe Sébastien Faure et du GAB.
Il est également le traducteur de plusieurs ouvrages dont La réaction en Allemagne de Bakounine, Anarchisme et marxisme dans la révolution russe d'Arthur Lehning et de différents textes de Max Stirner sur l'éducation.
Son œuvre reste le livre L'Anarchisme aujourd'hui, Spartacus, Paris, 1970.

## Textes
- L'anarchisme en Allemagne de l’Est (1945-1955), Iztok, no 2, septembre 1980, lire en ligne.
- Jean Barrué, « Un Militant : Albert de Jong », Le Monde libertaire, no 164,‎ septembre 1970 (lire en ligne).

## Notices
- Dictionnaire des anarchistes, « Le Maitron » : notice biographique.
- L'Éphéméride anarchiste : notice biographique.